# Référendum constitutionnel sud-coréen de 1962
Un plébiscite constitutionnel a eu lieu en Corée du Sud sous le régime militaire autoritaire du président Park Chung-hee, le 17 décembre 1962, La Constitution de la république de Corée est approuvée avec 80,6 % du vote, avec un taux de participation de 85,3 %.